# Jobova Lhota

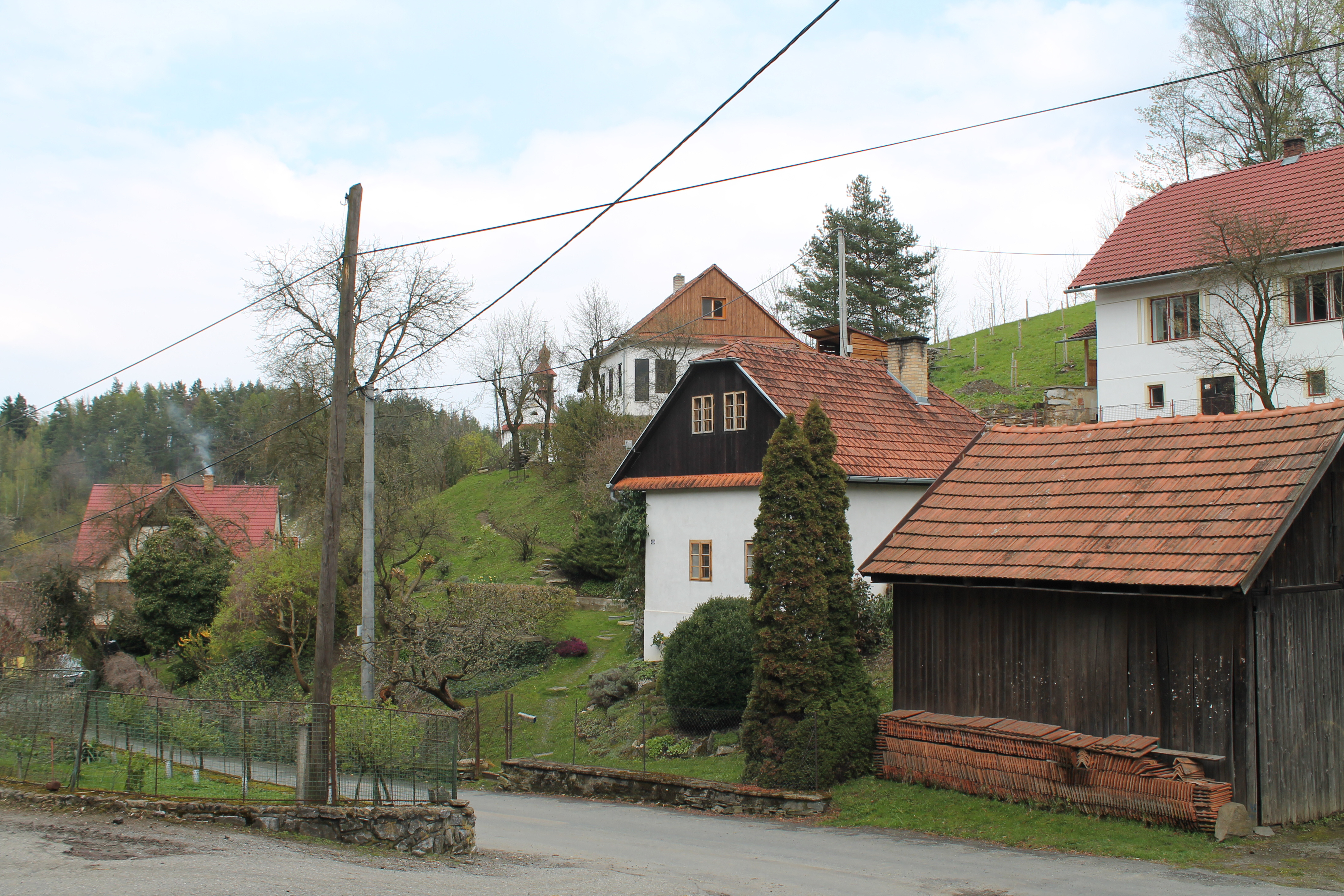
Ortsansicht

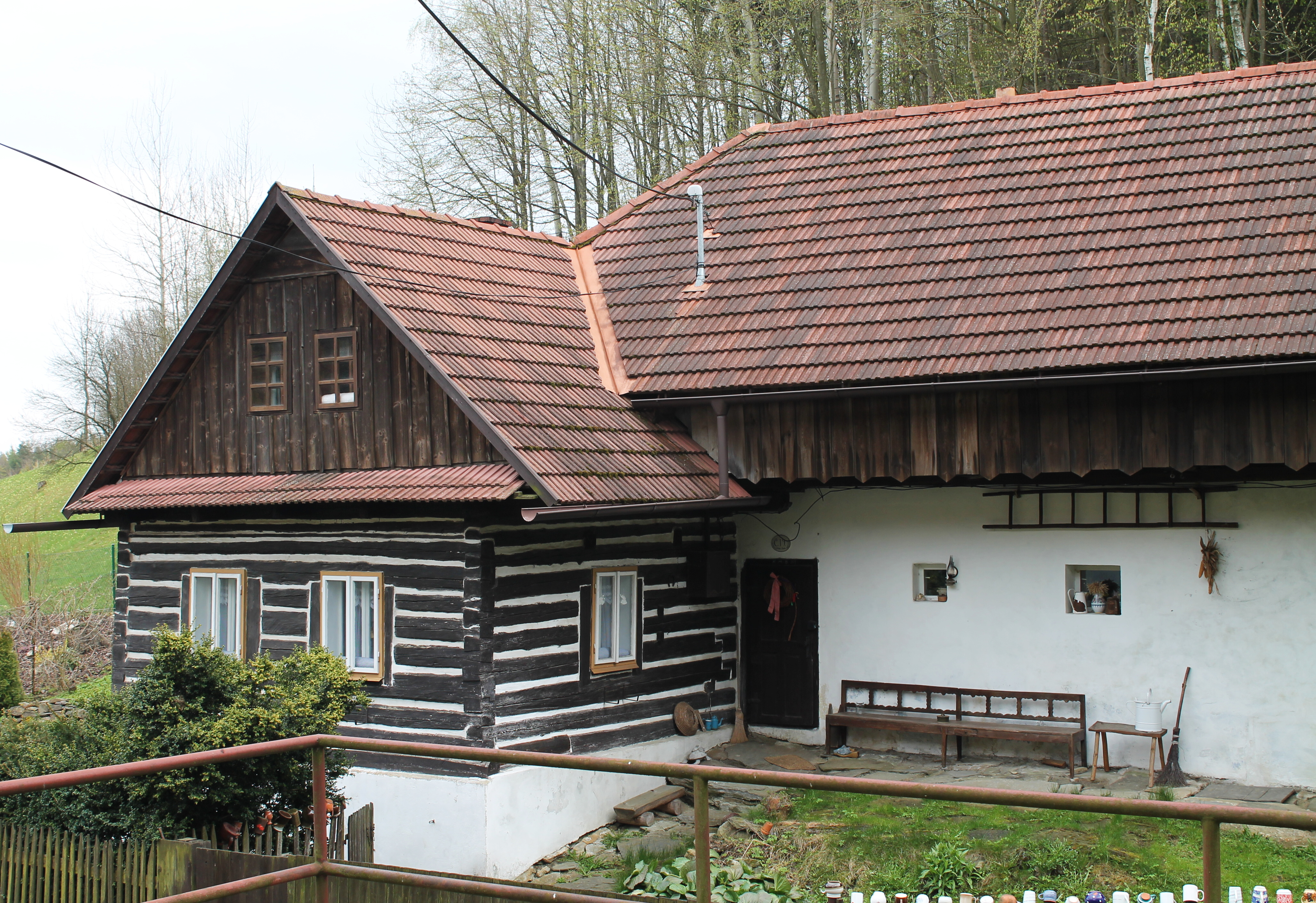
Haus Nr. 19

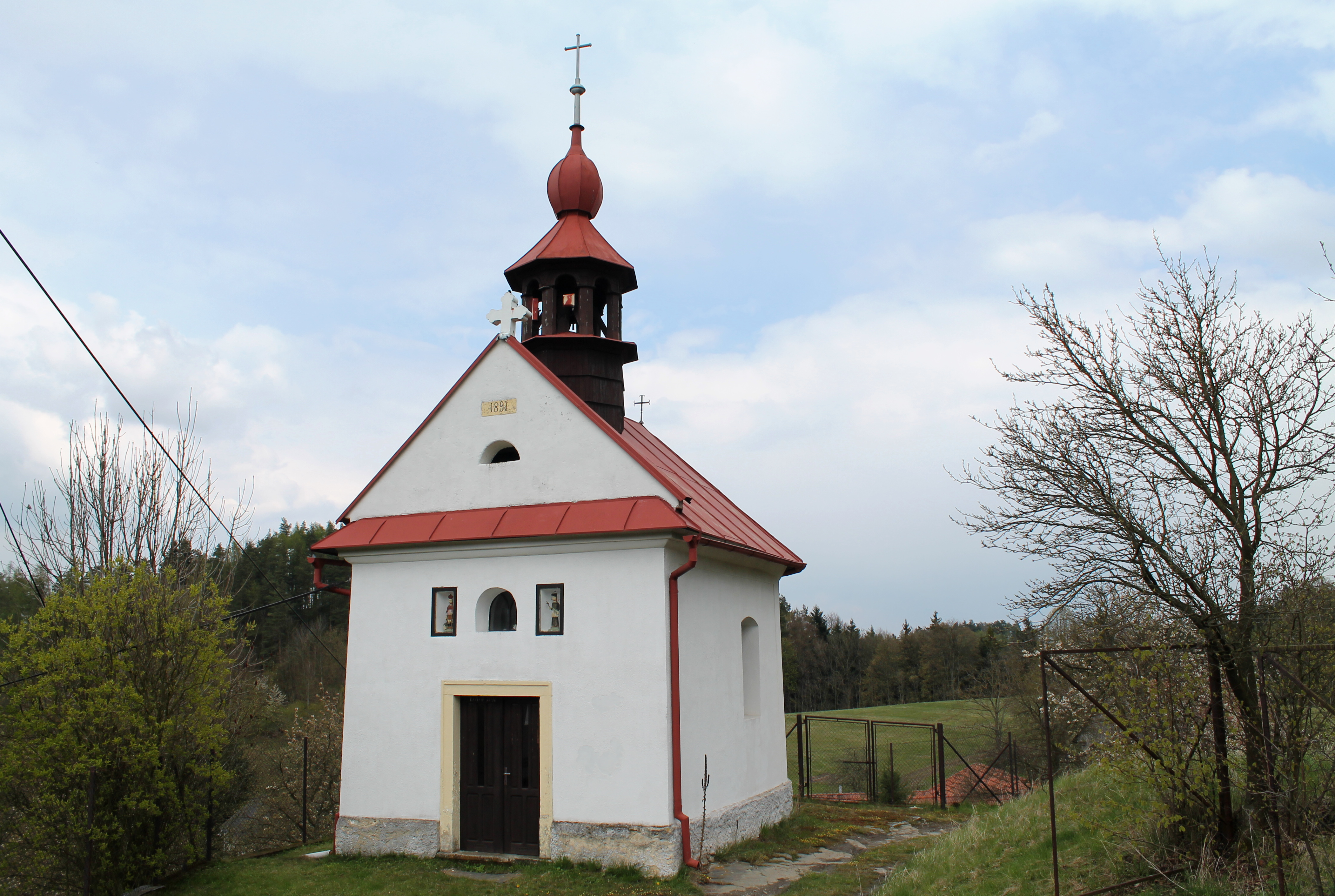
Kapelle Mariä Himmelfahrt

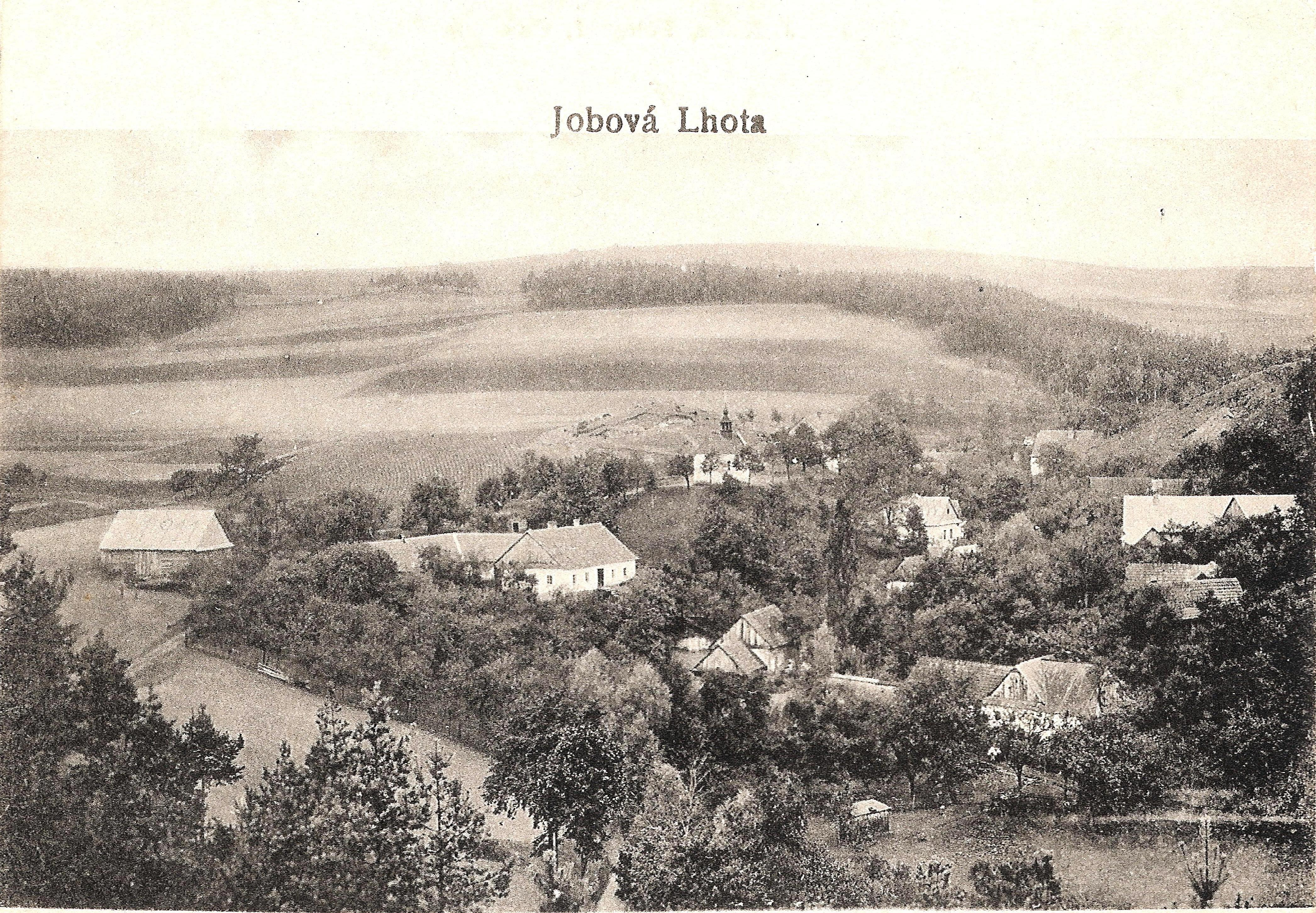
Historische Ortsansicht (Anfang des 20. Jahrhunderts)

Jobova Lhota (deutsch Jobowa Lhota, 1939–45 Job-Lhota) ist ein Ortsteil der Gemeinde Kněževes in Tschechien. Er liegt vier Kilometer nördlich von Olešnice und gehört zum Okres Blansko. Jobova Lhota ist das einzige Dorf im Jihomoravský kraj, das historisch zu Böhmen gehört hat.

## Geographie
Jobova Lhota befindet sich in der Hornosvratecká vrchovina (Bergland der oberen Swratka) im Tal des Baches Lhotský potok, der nördlich des Dorfes in die Křetínka mündet. Nordöstlich erhebt sich der Svobodník (557 m. n.m.) und im Süden der Na Oboře (634 m. n.m.). Gegen Nordwesten erstreckt sich das Naturdenkmal „V Jezdinách“. Das Dorf wird im Westen, Norden und Osten weiträumig vom Naturpark Údolí Křetínky umgeben. Östlich und südlich verlief die historische Landesgrenze Böhmens zu Mähren.
Nachbarorte sind Studenec und Hutě im Norden, Svobodníky und Bohuňov im Nordosten, Horní Poříčí im Osten, Prostřední Poříčí und Veselka im Südosten, Crhov und Olešnice im Süden, Lamberk und Kněževes im Südwesten, Trpín im Westen sowie Hlásnice und Dolní Lhota im Nordwesten.

## Geschichte
Jobova Lhota ist eine der zahlreichen während des slawischen Landesausbaus nach dem Lhotensystem gegründeten Ansiedlungen. Die erste schriftliche Erwähnung des Dorfes erfolgte 1555 unter dem Namen Lhota Zadní im Testament des Václav Žehušický von Nestajov auf Svojanov. Zwei Jahre später teilten dessen Söhne das Erbe; Hertvík übernahm die Burg Svojanov mit dem Städtchen Svojanov sowie den zugehörigen Dörfern, darunter Kněževes, Studenec, Hutě, Lhota Přední und Lhota Zadní, sein jüngerer Bruder Jan erhielt die Herrschaft Korouhev. Im Jahre 1670 bestand das Dorf aus einem großen Bauerngut und vier Chaluppen. Besitzer dieses Gutes (heute Haus Nr. 5) war zu dieser Zeit Jakub Opršál; wahrscheinlich leitet sich von ihm die über das 18. Jahrhundert gebräuchliche Bezeichnung Jakobova Lhota her, die später auf Jobova Lhota verkürzt wurde. 1777 bestand das Dorf aus einem Großbauern, einem Halbbauern sowie je drei Kleinbauern und Chalupnern. Im Jahre 1789 gab es sieben Anwesen in Lhota Jakobowa. Während der französischen Besetzung von Olešnice wurde das Dorf im Jahre 1809 durch französische Husaren geplündert und verwüstet. Im Jahre 1820 errichtete Rüdiger von Stillfried und Rathenitz auf der Burg Svojanov eine k.k. privilegierte Graphitgeschirr- und Öfenfabrik, des Weiteren bestand in Předměstí eine Graphitstampfe. Hauptsächlich wurde der Graphit bei Hutě abgebaut, aber auch bei Jobowa Lhota wurden einige kleine Graphitbergwerke betrieben. Nach dem Tode von Rüdiger von Stillfried und Rathenitz verkauften Anna und Agatha von Stillfried und Rathenitz das Gut Swojanow 1833 an Fabian und Magdalena Neswadba.
Im Jahre 1835 bestand das im Chrudimer Kreis gelegene Dorf Jobowa Lhota aus 11 Häusern mit 63 tschechischsprachigen Einwohnern. Haupterwerbsquelle bildete die wegen der Höhenlage und steinigen Böden wenig ertragreiche Landwirtschaft. Pfarr-, Schul- und Amtsort war Swojanow. Bis zur Mitte des 19. Jahrhunderts blieb Jobowa Lhota dem Allodialgut Swojanow untertänig.
Nach der Aufhebung der Patrimonialherrschaften bildete Jábova Lhota / Jabowa Lhota ab 1849 einen Ortsteil der Marktgemeinde Svojanov / Swojanow im Gerichtsbezirk Polička. Im Jahre 1866 brach eine Choleraepidemie aus. Ab 1868 gehörte Jábova Lhota zum Bezirk Polička. 1869 hatte Jábova Lhota 111 Einwohner und bestand aus 16 Häusern. In den 1870er Jahren wurde das Dorf Teil der neu gebildeten Gemeinde Předměstí, seit dieser Zeit wird der Ortsname Jobova Lhota verwendet. Zur Verbesserung ihrer Lebenssituation nahmen seit dem Ende des 19. Jahrhunderts mehrere Familien Kinder aus dem Wiener Findelhaus in Pflege auf. 1891 wurde die Kapelle errichtet. Kurz vor der Jahrhundertwende erfolgte der Bau eines Schulhauses; der Unterricht in der einklassigen Expositur der Dorfschule Dolní Lhota begann 1901. Im Jahre 1900 lebten in dem Dorf 147 Personen, 1910 waren es 143. Zu dieser verdiente sich ein Teil der Bewohner seinen Lebensunterhalt durch Lohnarbeit in den Textilfabriken von Svojanov, Brněnec und Březová, die jedoch wegen der abgelegenen Lage des Dorfes nur durch lange tägliche Fußmärsche zu erreichen waren. Das von J. Beer und A. Dworschak betriebene Bergwerk „Pomocné štěstí“ (Hilfsglück) war die letzte der Graphitgrube bei Jobova Lhota. Nach dem Ersten Weltkrieg zerfiel der Vielvölkerstaat Österreich-Ungarn, das Dorf wurde 1918 Teil der neu gebildeten Tschechoslowakischen Republik. Beim Zensus von 1921 lebten in den 20 Häusern von Jobova Lhota 120 Personen, davon 117 Tschechen. Da Jobova Lhota auch für die Feuerwehr schlecht erreichbar war, ließ die Gemeinde Předměstí 1925 ein kleines Feuerwehrdepot errichten, das mit einer aus dem 19. Jahrhundert stammenden Handspritze mit Schläuchen ausgestattet wurde. 1930 lebten in den 21 Häusern von Jobova Lhota 117 Menschen. Von 1939 bis 1945 gehörte Jobova Lhota / Job-Lhota zum Protektorat Böhmen und Mähren. Der Schulunterricht in Jobova Lhota endete im September 1946 mit der Einberufung des Lehrers zum Wehrdienst. Die Elektrifizierung des Dorfes war im September 1948 abgeschlossen. 1950 lebten nur noch 54 Menschen in Jobova Lhota. Im Zuge der Gebietsreform von 1960 erfolgte die Aufhebung des Okres Polička; Jobova Lhota wurde dabei nicht dem Okres Svitavy zugeordnet, sondern aus der Gemeinde und dem Katastralbezirk Předměstí ausgegliedert und der Gemeinde Kněževes im mährischen Okres Blansko zugewiesen. Eine Straßenanbindung besaß Jobova Lhota zu dieser Zeit noch nicht; 1969 wurde schließlich der Feldweg nach Kněževes asphaltiert. Da das seit einem Vierteljahrhundert ungenutzte Schulhaus zusehends verfiel, beschlossen die Bewohner des Dorfes 1973, es zu einem Dorfgemeinschafts- und Kulturhaus umzubauen; im November 1974 wurde es eröffnet. In Selbsthilfe erfolgte zwischen 1979 und 1983 der Bau des Fahrweges durch das Tal des Lhotský potok nach Hutě, wodurch das Dorf einen Anschluss an die durch das Křetínkatal führende Staatsstraße erhielt. In den Jahren 1984–1985 entstand – gleichfalls in Eigenleistung – eine Wasserversorgung. Zwischen 1986 und 1990 war Jobova Lhota ein Ortsteil von Olešnice. Seit 1991 gehört das Dorf wieder zur Gemeinde Kněževes. Beim Zensus von 2001 lebten in den 21 Häusern des Dorfes 38 Personen.

## Ortsgliederung
Jobova Lhota ist Teil des Katastralbezirkes Kněževes.

## Sehenswürdigkeiten
- Kapelle Mariä Himmelfahrt, auf einem erhöhten Platz über dem Dorf. Geweiht wurde sie am 12. September 1891. Sie wurde von den Dorfbewohnern stets gepflegt und instand gehalten. Selbst zu sozialistischen Zeiten erfolgte 1976 eine Erneuerung der Fassade und 1981 des Daches. Im Jahre 2006 wurde das Kapelleninnere saniert und die Fassade neu angestrichen. Am 15. Mai 2007 wurde sie durch den Königgrätzer Bischof Dominik Duka neu geweiht. Einmal monatlich wird ein Gottesdienst abgehalten.
- Haus Nr. 19, letztes erhaltenes Haus mit Blockstube
- Naturdenkmal V Jezdinách, nordwestlich von Jobova Lhota, geschützt seit 1996
- Historische Feuerlöschspritze aus dem 19. Jahrhundert, sie wurde 2008 restauriert und ist noch funktionsfähig